# Stenalcidia celosoides
Stenalcidia celosoides är en fjärilsart som beskrevs av Paul Dognin 1895. Stenalcidia celosoides ingår i släktet Stenalcidia och familjen mätare. Inga underarter finns listade i Catalogue of Life.